# Noah Kibet
Noah Kibet, född 12 april 2004, är en kenyansk friidrottare som tävlar i medeldistanslöpning. Han tog silver på 800 meter vid inomhus-VM 2022 i Belgrad.

## Karriär
I maj 2021 slutade Kibet på tredje plats på 800 meter vid en förtävling till de kenyanska OS-uttagningarna. Han råkade därefter ut för en skada och missade OS-uttagningarna. I juli 2021 vann Kibet 800-meterstävlingen på tiden 1.45,45 vid de kenyanska uttagningarna till junior-VM i Nairobi. Följande månad vid junior-VM tog han brons på 800 meter med tiden 1.44,88 efter att ha slutat bakom landsmannen Emmanuel Wanyonyi och algeriska Mohamed Ali Gouaned.
I mars 2022 vid inomhus-VM i Belgrad tog Kibet silver på 800 meter med tiden 1.46,35 och blev endast besegrad av spanska Mariano García.

## Internationella tävlingar
| År                 | Tävling                   | Plats              | Placering          | Gren               | Tid                |
| Tävlande för Kenya | Tävlande för Kenya        | Tävlande för Kenya | Tävlande för Kenya | Tävlande för Kenya | Tävlande för Kenya |
| ------------------ | ------------------------- | ------------------ | ------------------ | ------------------ | ------------------ |
| 2021               | Juniorvärldsmästerskapen  | Nairobi            | 3:e                | 800 meter          | 1.44,88            |
| 2022               | Inomhusvärldsmästerskapen | Belgrad            | 2:a                | 800 meter          | 1.46,35            |
| 2022               | Världsmästerskapen        | Eugene             | 22:a (sf)          | 800 meter          | 1.47,15            |
| 2022               | Juniorvärldsmästerskapen  | Cali               | 7:e                | 800 meter          | 1.48,50            |

## Personliga rekord
| Utomhus - 800 meter – 1.44,88 (Nairobi, 22 augusti 2021) | Inomhus - 800 meter – 1.46,06 (Metz, 12 februari 2022) |